# 전미 대학 체육 협회
전미 대학 체육 협회(영어: National Collegiate Athletic Association, NCAA)는 미국과 캐나다 내의 수많은 대학교들의 운동 경기 프로그램을 조직하는 1281개 학교, 콘퍼런스, 조직 및 개인이 속한 비영리 단체이다.
1973년 현재의 3개의 디비전인 디비전 I, 디비전 II, 디비전 III가 NCAA 멤버십에 채택되었다. 디비전 I, II에 속하는 학교들은 스포츠에 참가하는 운동 선수들에게 장학금을 수여할 수 있으나 디비전 III에 속하는 학교들은 수여하지 않아도 된다.

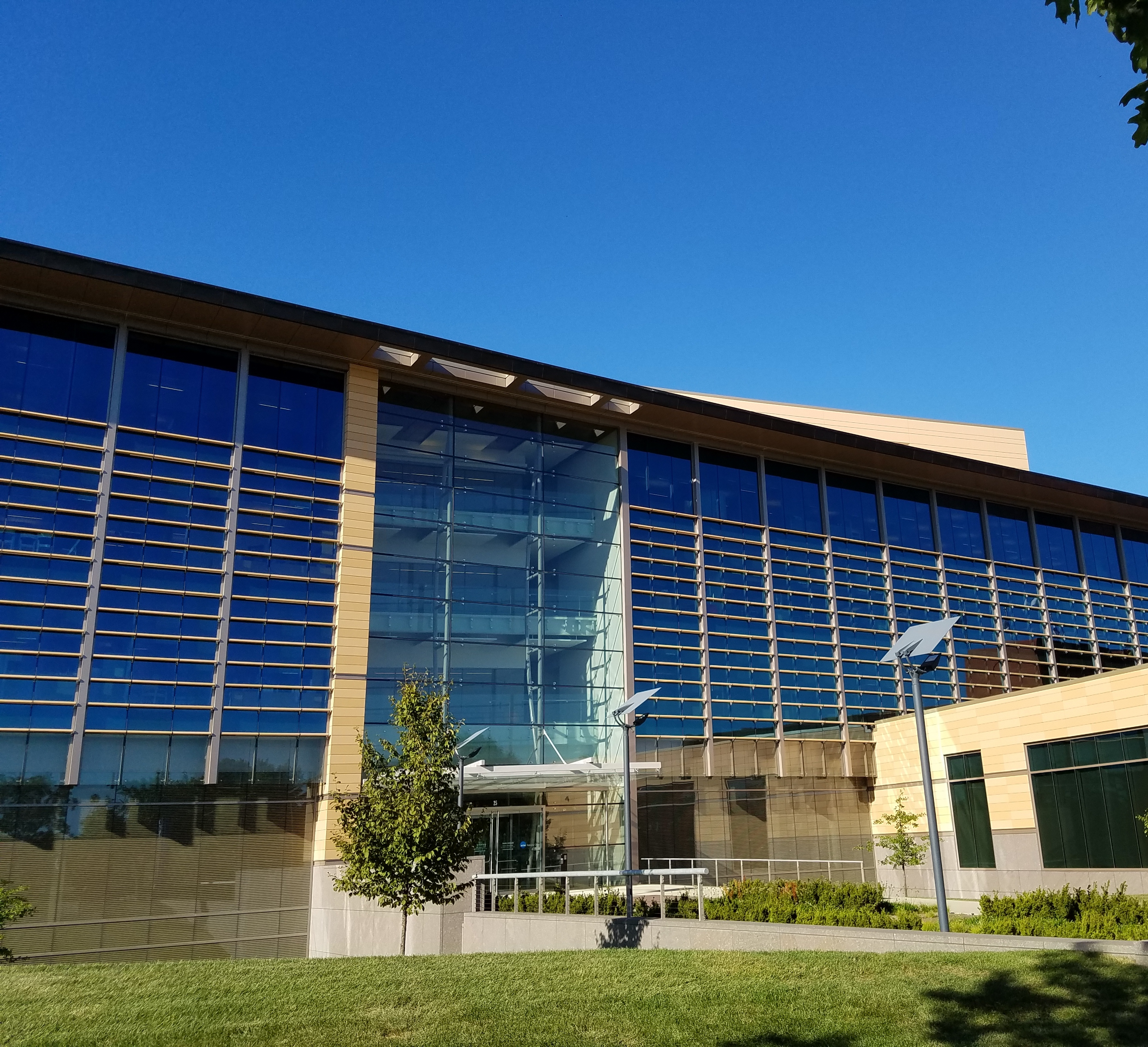
NCAA 본부